# Triglochinura timida
Triglochinura timida is een hooiwagen uit de familie Gonyleptidae.